# 2014 en combiné nordique
| Années du combiné nordique : 2011 - 2012 - 2013 - 2014 - 2015 - 2016 - 2017    |
| Décennies du combiné nordique : 1980 - 1990 - 2000 - 2010 - 2020 - 2030 - 2040 |

Cette page reprend les résultats des différentes compétitions de combiné nordique de l'année 2014.

## Résultats

### Coupe du monde

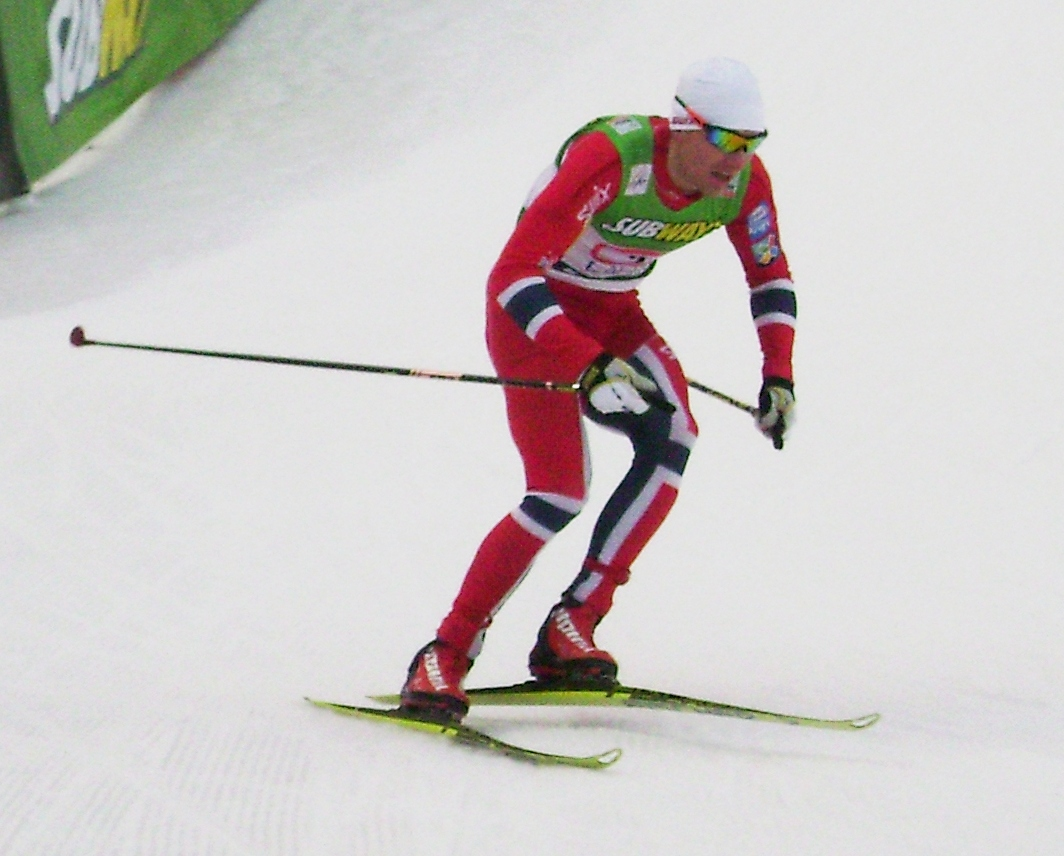
Håvard Klemetsen à Lahti le 1er mars.

La coupe du monde 2014 a été remportée, pour la deuxième année consécutive, par l'allemand Eric Frenzel, devant son compatriote Johannes Rydzek ; le coureur japonais Akito Watabe complète le podium.

### Grand prix d'été
L'édition 2014 du grand prix d'été s'est déroulée fin août 2014. Elle a été remportée par le coureur allemand Johannes Rydzek, qui avait déjà remporté cette compétition en 2010 et 2011 et a remporté chacune des épreuves de cette édition.

### Coupe OPA
Le jeune Autrichien Fabian Steindl remporte la coupe OPA.

### Championnats nationaux

#### États-Unis
Le championnat des États-Unis 2015 a eu lieu le 13 octobre, à Lake Placid, dans l'État de New York. Il a été remporté chez les dames par Tara Geraghty-Moats et par Bryan Fletcher chez les messieurs.

#### Suisse
Le championnat de Suisse de combiné nordique a eu lieu le 18 octobre à Einsiedeln. Il fut remporté pour la quatrième fois consécutive par Tim Hug.

## Calendrier

### Août
- le 23, à Oberwiesenthal (Allemagne) commence le Grand Prix d'été. La première épreuve, un sprint par équipes, est remportée par la première équipe d'Allemagne (Eric Frenzel & Johannes Rydzek) devant une équipe autrichienne (Christoph Bieler & Bernhard Gruber) suivie par une autre équipe allemande (Björn Kircheisen et Tino Edelmann).
- le 24, toujours à Oberwiesenthal, un triplé allemand occupe le podium du Grand Prix d'été : Johannes Rydzek remporte l'épreuve devant Eric Frenzel et Björn Kircheisen.
- le 27, l'épreuve du Grand Prix d'été se déroule en Autriche, à Villach. L'Allemand Johannes Rydzek remporte l'épreuve devant son compatriote Björn Kircheisen suivi par le slovène Marjan Jelenko.
- le 28, à Oberstdorf, en marge de l'épreuve du Grand Prix d'été qui a lieu le lendemain, une compétition junior est organisée. Elle comprend des épreuves féminines[2]. Ce sont les premières épreuves féminines internationales jamais organisées. 9 pays et 40 compétitrices y participaient[3].
- le 29, toujours à Oberstdorf, l'épreuve du Grand Prix d'été se dispute sur le tremplin HS 137 puis sur une épreuve de fond de 10 kilomètres. Le podium est le même que celui du 24 à Oberwiesenthal : elle est remportée par l'Allemand Johannes Rydzek devant ses compatriotes Eric Frenzel et Björn Kircheisen.
- le 30, la dernière épreuve du grand prix d'été se dispute sur le même tremplin que la veille mais la course fait 15 kilomètres. Elle est remportée par l'Allemand Johannes Rydzek : ainsi aura-t-il remporté toutes les épreuves de ce Grand Prix, ainsi que le classement général. Il devance son compatriote Eric Frenzel et le jeune Autrichien Lukas Greiderer, lequel remportera quelques mois plus tard la Coupe continentale.

### Octobre
- le 13 octobre, à Lake Placid, dans l'État de New York, le championnat des États-Unis 2015[1] a couronné Bryan Fletcher devant son frère Taylor. Adam Loomis complète le podium.
L'épreuve a donné lieu à un classement féminin, remporté par Tara Geraghty-Moats.
- le 18, à Einsiedeln, Tim Hug reporte son quatrième championnat de Suisse de combiné nordique consécutif. Il devance le récent champion des États-Unis, Bryan Fletcher, et Bill Demong : la présence de ces deux coureurs américains s'explique par la collaboration entre les fédérations suisse et américaine.

### Novembre
- le 29, la coupe du monde de combiné nordique 2014-2015 débute par une épreuve individuelle sur grand tremplin, disputé à Ruka, près de Kuusamo, en Finlande. Cette épreuve est remportée[4] par le coureur allemand Johannes Rydzek devant l'autrichien Bernhard Gruber et le tchèque Miroslav Dvořák.
- le 30, toujours à Ruka, l'épreuve par équipes de la coupe du monde, un sprint, est remportée[5] par la première équipe de Norvège, composée de Håvard Klemetsen et de Jørgen Graabak, devant une équipe allemande (Björn Kircheisen & Eric Frenzel) et une équipe française (Jason Lamy-Chappuis & François Braud).

### Décembre
- le 6, à Lillehammer (Norvège), le coureur allemand Eric Frenzel, tenant du titre, remporte[6] l'épreuve de coupe du monde devant Fabian Rießle et le norvégien Jan Schmid.
- le 7, à Lillehammer, le coureur norvégien Mikko Kokslien remporte[7] l'épreuve de coupe du monde devant Fabian Rießle et Jason Lamy-Chappuis. À cette occasion, Fabian Rießle prend la tête du classement général de la coupe du monde.
- le 12, à Soldier Hollow, dans l'Utah (États-Unis), la première épreuve de la coupe continentale 2015 donne lieu à un triplé autrichien. Le tenant du titre, Tomaz Druml, remporte[8] l'épreuve devant ses compatriotes Lukas Greiderer et Marco Pichlmayer.
- le 13, toujours à Soldier Hollow, la deuxième épreuve de la coupe continentale est remportée[9] par Tomaz Druml, qui signe sa deuxième victoire consécutive, devant l'Italien Lukas Runggaldier et le japonais Yusuke Minato.
- l'épreuve du 14 décembre de la coupe continentale est annulée.
- le 20, à Ramsau (Autriche), le sprint par équipes de la coupe du monde est remplacé par une épreuve par équipes classique. Celle-ci est remportée[10] par l'équipe de Norvège, composée de Mikko Kokslien, Håvard Klemetsen, Jan Schmid et Jørgen Graabak. Cette équipe devance l'équipe d'Allemagne et l'équipe de France.
- le 21, toujours à Ramsau, le coureur français Jason Lamy-Chappuis remporte[11] en coupe du monde l'ultime épreuve internationale de l'année. Il devance le Norvégien Mikko Kokslien et l'Allemand Fabian Rießle, qui conserve la tête du classement général de la compétition.